# 55 Cancri c
55 Cancri c, o Brahe, è un pianeta extrasolare con un'orbita eccentrica attorno alla stella 55 Cancri; il suo periodo di rivoluzione è di 43,93 giorni terrestri. È il terzo pianeta in ordine di distanza dalla sua stella; fu scoperto nel 2002 e possiede una massa comparabile a quella di Saturno.

## Scoperta
Come la gran parte dei pianeti extrasolari conosciuti, 55 Cancri c fu individuato attraverso l'osservazione delle variazioni riscontrate nella sua stella madre, tramite sensibilissime misure dello spettro attraverso l'Effetto Doppler. All'epoca della scoperta, era già noto il pianeta 55 Cancri b. Nel 2002, le misurazioni successive mostrarono la presenza di un altro pianeta di lungo periodo orbitale, alla distanza di 5 UA dalla stella; solo dopo la scoperta di entrambi i pianeti, fu notata una periodicità di 43 giorni, che appare vicina al periodo rotazionale della stessa stella; vi è la possibilità che comunque questo periodo sia causato dalla rotazione della stella, piuttosto che da un pianeta. La scoperta di entrambi i pianeti, sia quello di 43 giorni (chiamato 55 Cancri c), sia quello a 5 UA (chiamato 55 Cancri d), fu annunciata nello stesso articolo. Le misurazioni successive che portarono alla scoperta, nel 2004, del pianeta 55 Cancri e dà credito alla teoria secondo la quale 55 Cancri c sia il più piccolo dei tre pianeti di tipo gioviano del sistema.

## Orbita e massa
L'orbita di 55 Cancri c è fortemente eccentrica: quando è all'apoastro, il pianeta si trova due volte più distante di quando è al periastro. la sua distanza media dalla sua stella è più breve di quella del pianeta Mercurio, benché abbia un periodo orbitale più lungo degli altri gioviani caldi. Il pianeta è in risonanza 3.1 col più interno 55 Cancri b, il che potrebbe favorire la stabilità del sistema.

Un limite del metodo della velocità radiale utilizzato per la scoperta di nuovi pianeti è che questo fornisce solo un valore più basso della massa del pianeta. Comunque, le osservazioni astrometriche del Telescopio Spaziale Hubble suggeriscono che il pianeta esterno 55 Cancri d sia inclinato di 53° rispetto al piano celeste. Se queste misure saranno confermate, e dando per scontato che il sistema planetario sia complanare, potrebbe significare che la massa reale di 55 cancri c sia di circa il 25% più grande del suo limite inferiore calcolato, intorno al 90% della massa di Saturno.

## Caratteristiche
Fin da quando il pianeta fu identificato, le caratteristiche fisiche come il raggio, la composizione chimica e la temperatura sono sconosciute. Se il pianeta avesse una massa simile a quella di Saturno, potrebbe trattarsi di un gigante gassoso con una superficie non solida.